# Kostel svatého Jana Nepomuckého (Opava)
Kostel svatého Jana Nepomuckého v Opavě-Kylešovicích je římskokatolický kostel, který je ve správě Římskokatolické farnosti Opava-Kylešovice.

## Historie

### Výstavba kostela
V roce 1815 obec Kylešovice opětovně požádala olomouckou konsistoř o souhlas s výstavbou kostela. Důvodem byl velký počet obyvatel, kterým už kapacitně nestačila dosavadní kaple. Konsistoř se žádostí souhlasila pod podmínkou, že veškeré náklady na výstavbu kostela i na budoucí údržbu bude hradit obec. Výstavba nového kostela začala v roce 1816. Autorem projektu byl neznámý „státní inženýr“. V nedávné době byl na základě stavebního pojetí stavby za možného autora označen tehdejší opavský krajský inženýr Johann Anton Englisch. Náklad stavby přesáhl částku 24 000 zlatých a kostel byl dokončen 17. června 1818. Následně byla demolována stará kaple. Vysvěcení se kostel dočkal až o rok později 1. května 1819, kdy jej vysvětil opavský místoděkan a farář ve Stěbořicích Johann Krautwurst. Hlavní oltář realizoval opavský sochař Johann Nitsche pravděpodobně tak, že sestavil díly z několika různých oltářů (snad ze zrušené františkánského kostela sv. Barbory v Opavě). Autorem oltářního obrazu Jana Nepomuckého (snad také z kostela sv. Barbory) byl malíř Jan Lukáš Kracker. Zvony ulil olomoucký zvonař František Stanke a posvětil je 14. prosince 1820 v průběhu opavského kongresu olomoucký arcibiskup Rudolf Jan. Teprve v roce 1829 byly v kostele instalovány varhany od opavského varhanáře Karla Kuttlera.

### Kostel v 19. století a 1. polovině 20. století
Během 19. století byl především interiér kostela postupně vylepšován. V kostele byla také instalována křížová cesta od malíře Jana Pokorného. Přes výstavbu nového kostela byly Kylešovice stále součástí farnosti Panny Marie v Opavě. Počátkem 60. let byla zahájena jednání o zřízení samostatné farnosti. Podmínkami ke zřízení farnosti byly zřízení vlastního hřbitova, výstavba fary a hmotné zajištění faráře. Přes velké nasazení se Kylešovice zřízení farnosti dočkaly teprve roku 1872. Prvním farářem se stal P. Jindřich Stürzenhofer, který předtím působil jako kurát v Olbramicích. Za dvacet let jeho působení přibyl v kostele boční oltář, nová křížová cesta a nová křtitelnice. Byla také opravena střecha kostela a jeho interiér byl nově vybílen. V roce 1892 byl P. Stürzenhofer přeložen do farnosti Kateřinky a novým farářem se stal P. Florián Fritz. I za něj pokračovalo další dovybavování kostela a jeho renovace. V interiéru kostela přibyly sochy Panny Marie Lurdské, Božského Srdce Ježíšova, Neposkvrněného srdce Panny Marie, byl renovován hlavní oltář a na věži kostela byly instalovány hodiny za 700 zlatých. Podařilo se také koupit dva nové zvony, Sv. Floriána a Sv. Martina. Největším problémem se však jevila nedostatečná kapacita kostela. Počet obyvatel obce od doby vzniku kostela výrazně vzrostl, a tak se začaly sbírat prostředky na rozšíření kostela. Obavy z přílišných nákladů na rozšíření kostela vedly k tomu, že se situace nakonec řešila kompromisem. Ke kostelu byla přistavěna velká předsíň a navíc byl ve farnosti ustanoven kooperátor. V roce 1911 došlo k další změně na místě faráře, když P. Fritze nahradil P. Jaroslav Kašpárek. Za něj byla opravena střecha, fasáda, boční oltáře, křtitelnice i křížová cesta. Události 1. světové války znamenaly rekvírování tří zvonů. Po válce proto byly pořízeny dva nové zvony, Panna Maria a Sv. Jan Nepomucký.
Protože ve 30. letech 20. století kostel již kapacitně nedostačoval, bylo v té době plánováno rozšíření kostela. Následující válečné události stavebním aktivitám zabránily. V říjnu 1938 totiž byly Kylešovice zabrány Německem a staly se součástí sudetské župy. Válka přinesla kostelu i ztrátu všech zvonů (s výjimkou umíráčku), které byly rekvírovány v roce 1942. Největší pohroma však čekala kostel v samém závěru války při osvobozování obce.
| „                                   | Po obědě zase nálet a ostřelování kostela; byla trefena věž a spadla s velkým rachotem. Střecha vyhozena do povětří, fara obdržela zásahy střepin… Smutná to byla podívaná na sbořený chrám. Klenba propadlá – uvnitř Boží dopuštění; všechno v chaosu leželo na zemi. Kylešovice přišly o svůj starý, milý, farní kostelík. To byla pro nás nejbolestivější válečná pohroma. Lidé toho také litovali a litují. | “ |
| — Pamětní kniha farnosti Kylešovice | |   |

### Po druhé světové válce
Po osvobození sloužila provizorně k bohoslužebným účelům zdejší Orlovna. Už v červnu 1945 bylo na základě znaleckého posudku rozhodnuto neopravovat vážně poškozený kostel, ale postavit místo něho kostel nový. Poválečné hospodářské poměry ale neumožňovaly brzkou realizaci stavby. Proto bylo rozhodnuto a adaptaci Orlovny pro bohoslužebné účely. Orlovna byla prodloužena z důvodu umístění varhan a byla k ní přistavěna věž, na které byly zavěšeny zvony. Na jaře 1946 byl demolován starý kostel a začaly se sbírat peníze na stavbu nového.
Únorové události roku 1948 však zabránily realizaci novostavby kostela, a tak dále provizorně sloužila k bohoslužebným účelům Orlovna. V druhé polovině 50. let dále zesiloval tlak komunistického režimu proti katolické církvi. Po zatčení kylešovského faráře P. Antonína Rychlého bylo konání bohoslužeb v Orlovně přerušeno. Později bylo jejich konání znemožněno tím, že se Orlovna nuceně vrátila svému původnímu tělovýchovnému účelu. Kylešovice tak zůstaly bez faráře i bez kostela a pravidelné bohoslužby se zde v dalších letech nekonaly. Teprve P. Jiljí Alois Cidlík OFMConv. v roce 1969 obnovil v Kylešovicích pravidelné bohoslužby v upravené místnosti na faře. Po zbourání fary na konci 70. let, kdy musela ustoupit výstavbě panelového sídliště, sloužila k bohoslužebným účelům tzv. „kaplička“, což byl dům na Bílovecké ul. č. 135, který farnost pro tyto účely zakoupila.

### Novostavba kostela
Teprve změna politické situace po roce 1989 umožnila obnovit myšlenku výstavby nového kostela. Na žádost místních farníků se organizace přípravy stavby ujal P. Jaroslav Studený. Byla vypsána architektonická soutěž na realizaci kostela. V ní nebylo uděleno 1. místo a na 2. místě se umístil projekt architekta Jiřího Horáka ml. Jeho projekt nebyl zástupcem investora akceptován a byla dána přednost upravenému projektu architekta Jana Kováře.
Základní kámen kostela byl položen 10. dubna 1994. Po více než roku byla stavba dokončena a 27. května 1995 slavnostně posvěcena olomouckým arcibiskupem Janem Graubnerem za účasti papežského nuncia Giovanniho Coppy a dalších zástupců státní správy, samosprávy a velkého množství věřících.